# Victor Penalber
Victor Rodrigues Penalber de Oliveira (Río de Janeiro, 22 de mayo de 1990) es un deportista brasileño que compite en judo.
Ganó una medalla en el Campeonato Mundial de Judo de 2015 y cinco medallas en el Campeonato Panamericano de Judo entre los años 2008 y 2016. En los Juegos Panamericanos de 2015 consiguió una medalla de bronce.

## Palmarés internacional
| Campeonato Mundial      | Campeonato Mundial     | Campeonato Mundial | Campeonato Mundial |
| Año                     | Lugar                  | Medalla            | Categoría          |
| ----------------------- | ---------------------- | ------------------ | ------------------ |
| 2015                    | Astaná (Kazajistán)    | Medalla de bronce  | –81 kg             |
| Juegos Panamericanos    |                        |                    |                    |
| Año                     | Lugar                  | Medalla            | Categoría          |
| 2015                    | Toronto (Canadá)       | Medalla de bronce  | –81 kg             |
| Campeonato Panamericano |                        |                    |                    |
| Año                     | Lugar                  | Medalla            | Categoría          |
| 2008                    | Miami (Estados Unidos) | Medalla de oro     | –73 kg             |
| 2013                    | San José (Costa Rica)  | Medalla de oro     | –81 kg             |
| 2014                    | Guayaquil (Ecuador)    | Medalla de oro     | –81 kg             |
| 2015                    | Edmonton (Canadá)      | Medalla de oro     | –81 kg             |
| 2016                    | La Habana (Cuba)       | Medalla de bronce  | –81 kg             |